# Gröna moln och blått gräs
Gröna moln och blått gräs var en svensk modebutik i Stockholm åren 1972–2006. Affärens kläder var formgivna av innehavaren Inger Svenneke (1945–2016), som drev verksamheten som enskild firma. Gröna moln och blått gräs ansågs som en av de ledande modebutikerna i Stockholm. Svenneke har ibland betraktats som en svensk Vivienne Westwood. 1982 kortades butikens namn till Gröna moln.

## Svenneke före Gröna moln
Inger Svenneke utbildades vid Stockholms tillskärarakademi och Märthaskolan. Därefter fick hon anställning som hattmodist hos Ateljé Rune Holmgren vid Arsenalsgatan 4 där medlemmar i hovet ingick i kundkretsen. Efter en kortare period som anställd vid en modebutik belägen i en minigalleria vid Birger Jarlsgatan 24, benämnd Drugstore, etablerade hon 1972 egen verksamhet under namnet ”Gröna moln och blått gräs”.

## Norrlandsgatan 30 1972–1981

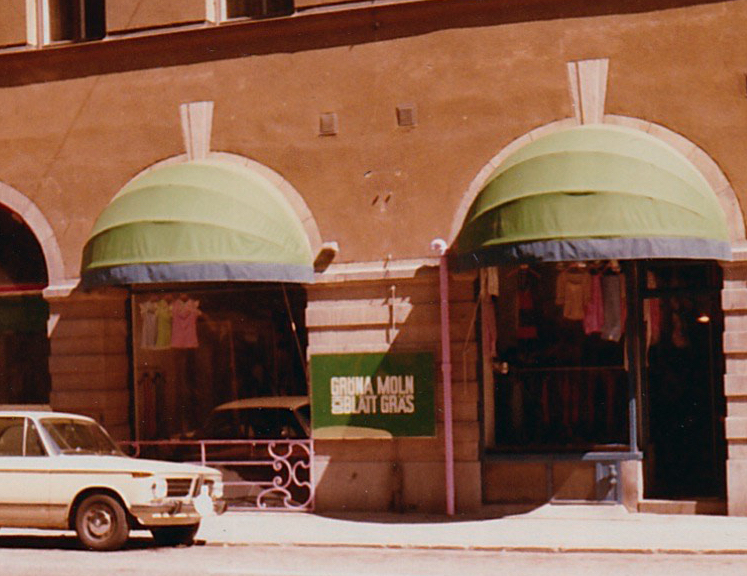
Gröna moln och blått gräs, Norrlandsgatan 30, Stockholm. 1973.

Den design som butiken marknadsförde under 70-talet var inriktad på populärt mode för en kvinnlig kundgrupp. Den första butikslokalen hade en mindre yta som dock inom kort inkorporerade en större lokal invid. Lokalen hade ett blått plastgolv, grönmålat tak och inredning målad i rosa. Exteriört framträdde grön-blå markiser och en stor grön skylt och skyltfönster med en bur med Kinaparakiter.
Formgivning och framställning av plaggen utfördes till en början i egen ateljé en trappa upp över butiken. Senare framställdes kläderna vid en fristående ateljé.

Kollektioner blev uppmärksammade i bildreportage i veckotidningarna Femina och Damernas Värld där den senare beskrev affären som en av de trendledande. 
”Många brukar säga att de tre Stockholmsbutikerna ’Gröna Moln’, ’Nam Nam’ och ’Kläder och Sånt’ är liksom ’ett stycke Paris’ – därför att de har en både trendig och personlig stil.” 
Formgivningen av kläderna inspirerades tidvis av de stora modetrenderna. Ett tidigt exempel var en blinkning till det då förekommande glittermodet med speciellt framtagna kläder för popgruppen Abba till deras framträdande i vid Melodifestivalen och Eurovision song contest 1974. Andra artister uppskattade också butikens mode, men utöver kläderna till Abba framställde butiken inte scenkläder.
I och med att fristående modebutiker fick allt svårare konkurrens från kedjebutiker när det gällde bredare modetrender upphörde verksamheten tillfälligt och butiken på Norrlandsgatan lades ner 1981.

## Gamla Stan 1982 – slutet av 1990-talet

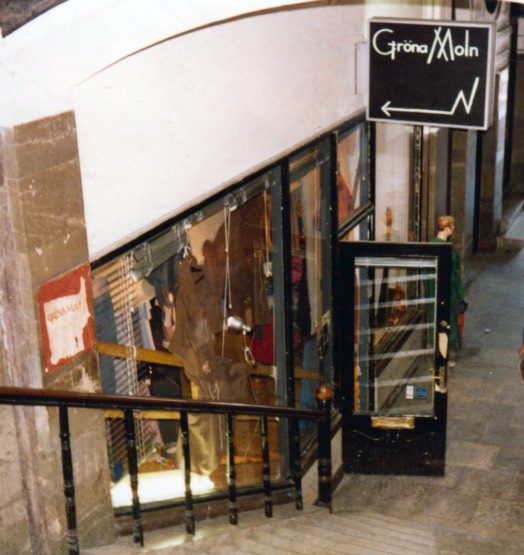
Gröna moln, Passagen Kornhamnstorg - Västerlånggatan, Gamla Stan, Stockholm. 1983.

1982 återetablerades butiken och varumärket, nu kortat till Gröna Moln, i Passagen mellan Kornhamnstorg och Västerlånggatan i Gamla Stan. 1984 flyttade butiken upp till Västerlånggatan 66 där den inreddes i en avskalad stil.

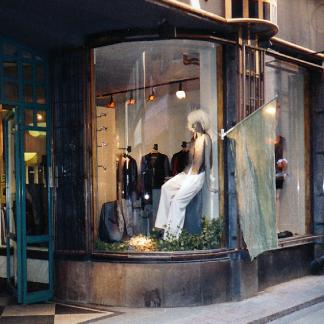
Gröna moln, Västerlånggatan 66, Gamla Stan, Stockholm. 1996

Formgivningen fick ett än mer självständigt uttryck som passade in i de mer avantgardistiska trender vilka speglades bland annat av tidskrifter som brittiska i-D under 80-talet. Kundkretsen inkluderade musiker och andra kulturutövare. Närheten till produktionsbolag inom musikindustrin gjorde att internationella artister hittade butiken. Läget vid Västerlånggatan uppmärksammade också andra internationella besökare. Under perioden lanserades en kollektion flerfärgade kavajer som blev en framgång. Den blev också en öppnare för en sortimentsmässigt bredare design även för män.

## Gamla Stan slutet av 90-talet – 2006
Den sista perioden tog Inger Svenneke fram kollektioner med medeltidsinspirerade kläder i mjuka material och dova färger som attraherade en yngre kvinnlig kundkrets. Karaktäristiskt var att många av plaggen hade långt utdragna luvor, men också plagg riktade till andra målgrupper fanns i ett mångfasetterat sortiment. En av de grupper som tilltalades av butikens sortiment var rejvarna.

## Marknadsföring och modevisningar
Under 70-talet annonserade butiken vid enstaka tillfällen i dagspress och hade en permanent monter, där kläder förevisades, i nattklubben Alexandra. 
Butiken genomförde under 70 och 80-talen modevisningar vid nattklubben Alexandra men också i Grünewaldsalen i Stockholms konserthus.

## Dokumentationsprojekt
En sluten grupp finns på Facebook med drygt 300 medlemmar. En förening med syfte att dokumentera verksamheten vid Gröna moln och blått gräs bildades 2017.

## Eftermälen
Inger Svenneke omnämndes i massmedia efter sitt frånfälle .  
| ”                                                           | … en design som för sjuttiotalets små manchesterbarn framstod som rena himmelriket. | „ |
| – Kulturnyheterna, Sveriges Television SVT2 19 januari 2016 |                                                                                     |   |

| ”                                        | En som hade fattat vad mode handlade om på riktigt. Hon är och förblir en betydande del av den svenska modehistorien. | „ |
| – Annina Rabe, Expressen 19 januari 2016 | |   |